# Ster ZLM Toer 2019
La Ster ZLM Toer 2019, 32a edició de la Ster ZLM Toer, es disputà entre el 19 de juny al 23 de juny de 2019 en cinc etapes i un total de 714,1 km. La cursa formava part del calendari de l'UCI Europa Tour 2019, amb una categoria 2.HC.
El vencedor final fou el neerlandès Mike Teunissen (Team Jumbo-Visma), que fou acompanyat al podi pel seu company d'equip Amund Grøndahl Jansen i Mads Würtz (Katusha-Alpecin).

## Equips
L'organització convidà a prendre part en la cursa a disset equips:
| WorldTeams (4)- Team Jumbo-Visma - Lotto Soudal - Katusha-Alpecin - Team Sunweb Equips continentals professionals (6)- Burgos-BH - Euskadi Basque Country-Murias - Roompot-Charles - Sport Vlaanderen-Baloise - Wanty-Groupe Gobert - Wallonie Bruxelles Equips continentals (7)- Alecto - Metec-TKH Continental Cyclingteam p/b Mantel - Monkey Town-à Bloc CT - Pro Racing Sunshine Coast - Differdange-GeBa - Vlasman CT - Tarteletto-Isorex |
| |

## Etapes
| Etapa    | Data       | Ciutats d'etapa        | type                      | Distància (km) | Vencedor de l'etapa   | Líder de la general |
| -------- | ---------- | ---------------------- | ------------------------- | -------------- | --------------------- | ------------------- |
| Pròleg   | 19 de juny | Yerseke – Yerseke      | contrarellotge individual | 6,8            | Jos van Emden         | Jos van Emden       |
| 1a etapa | 20 de juny | Bredene – Heinkenszand | etapa plana               | 197,7          | Dylan Groenewegen     | Jos van Emden       |
| 2a etapa | 21 de juny | Etten-Leur – Buchten   | etapa plana               | 168,1          | Dylan Groenewegen     | Mike Teunissen      |
| 3a etapa | 22 de juny | Buchten – Landgraaf    | etapa accidentada         | 171,4          | Amund Grøndahl Jansen | Mike Teunissen      |
| 4a etapa | 23 de juny | Eindhoven – Tilburg    | etapa plana               | 170,1          | Caleb Ewan            | Mike Teunissen      |

### Pròleg
| \| Classificació de l'etapa \| Classificació de l'etapa \| Classificació de l'etapa \| Classificació de l'etapa \| Classificació de l'etapa \| \| Corredor \| Corredor \| Equip \| Temps \| \| \| ------------------------ \| ------------------------ \| ------------------------ \| ------------------------ \| ------------------------ \| \| 1r \| Jos van Emden \| Team Jumbo-Visma \| 7' 54" \| \| \| 2n \| Mike Teunissen \| Team Jumbo-Visma \| + 2" \| \| \| 3r \| Tony Martin \| Team Jumbo-Visma \| + 2" \| \| \| 4t \| Alex Dowsett \| Katusha-Alpecin \| + 4" \| \| \| 5è \| Max Walscheid \| Team Sunweb \| + 6" \| \| \| 6è \| Cees Bol \| Team Sunweb \| + 8" \| \| \| 7è \| Mads Würtz Schmidt \| Katusha-Alpecin \| + 11" \| \| \| 8è \| Jasper De Buyst \| Lotto-Soudal \| + 14" \| \| \| 9è \| Jenthe Biermans \| Katusha-Alpecin \| + 16" \| \| \| 10è \| Asbjørn Kragh Andersen \| Team Sunweb \| + 18" \| \| |                        |                  |        |
| |                        |                  |        |
| Font: ProCyclingStats |                        |                  |        |
| Classificació de l'etapa |                        |                  |        |
| Corredor | Corredor               | Equip            | Temps  |
| 1r | Jos van Emden          | Team Jumbo-Visma | 7' 54" |
| 2n | Mike Teunissen         | Team Jumbo-Visma | + 2"   |
| 3r | Tony Martin            | Team Jumbo-Visma | + 2"   |
| 4t | Alex Dowsett           | Katusha-Alpecin  | + 4"   |
| 5è | Max Walscheid          | Team Sunweb      | + 6"   |
| 6è | Cees Bol               | Team Sunweb      | + 8"   |
| 7è | Mads Würtz Schmidt     | Katusha-Alpecin  | + 11"  |
| 8è | Jasper De Buyst        | Lotto-Soudal     | + 14"  |
| 9è | Jenthe Biermans        | Katusha-Alpecin  | + 16"  |
| 10è | Asbjørn Kragh Andersen | Team Sunweb      | + 18"  |

| \| Classificació general \| Classificació general \| Classificació general \| Classificació general \| Classificació general \| \| Corredor \| Corredor \| Equip \| Temps \| \| \| --------------------- \| ---------------------- \| --------------------- \| --------------------- \| --------------------- \| \| 1r \| Jos van Emden \| Team Jumbo-Visma \| 7' 54" \| \| \| 2n \| Mike Teunissen \| Team Jumbo-Visma \| + 2" \| \| \| 3r \| Tony Martin \| Team Jumbo-Visma \| + 2" \| \| \| 4t \| Alex Dowsett \| Katusha-Alpecin \| + 4" \| \| \| 5è \| Max Walscheid \| Team Sunweb \| + 6" \| \| \| 6è \| Cees Bol \| Team Sunweb \| + 8" \| \| \| 7è \| Mads Würtz Schmidt \| Katusha-Alpecin \| + 11" \| \| \| 8è \| Jasper De Buyst \| Lotto-Soudal \| + 14" \| \| \| 9è \| Jenthe Biermans \| Katusha-Alpecin \| + 16" \| \| \| 10è \| Asbjørn Kragh Andersen \| Team Sunweb \| + 18" \| \| |                        |                  |        |
| |                        |                  |        |
| Font: ProCyclingStats |                        |                  |        |
| Classificació general |                        |                  |        |
| Corredor | Corredor               | Equip            | Temps  |
| 1r | Jos van Emden          | Team Jumbo-Visma | 7' 54" |
| 2n | Mike Teunissen         | Team Jumbo-Visma | + 2"   |
| 3r | Tony Martin            | Team Jumbo-Visma | + 2"   |
| 4t | Alex Dowsett           | Katusha-Alpecin  | + 4"   |
| 5è | Max Walscheid          | Team Sunweb      | + 6"   |
| 6è | Cees Bol               | Team Sunweb      | + 8"   |
| 7è | Mads Würtz Schmidt     | Katusha-Alpecin  | + 11"  |
| 8è | Jasper De Buyst        | Lotto-Soudal     | + 14"  |
| 9è | Jenthe Biermans        | Katusha-Alpecin  | + 16"  |
| 10è | Asbjørn Kragh Andersen | Team Sunweb      | + 18"  |

### 1a etapa
| \| Classificació de l'etapa \| Classificació de l'etapa \| Classificació de l'etapa \| Classificació de l'etapa \| Classificació de l'etapa \| \| Corredor \| Corredor \| Equip \| Temps \| \| \| ------------------------ \| ------------------------ \| ------------------------ \| ------------------------ \| ------------------------ \| \| 1r \| Dylan Groenewegen \| Team Jumbo-Visma \| 4h 20' 37" \| \| \| 2n \| Emīls Liepiņš \| Wallonie Bruxelles \| + 0" \| \| \| 3r \| Caleb Ewan \| Lotto-Soudal \| + 0" \| \| \| 4t \| Jens Debusschere \| Katusha-Alpecin \| + 0" \| \| \| 5è \| Boris Vallée \| Wanty-Gobert \| + 0" \| \| \| 6è \| Amaury Capiot \| Sport Vlaanderen-Baloise \| + 0" \| \| \| 7è \| Daniel López Parada \| Burgos-BH \| + 0" \| \| \| 8è \| Milan Menten \| Sport Vlaanderen-Baloise \| + 0" \| \| \| 9è \| Mads Würtz Schmidt \| Katusha-Alpecin \| + 0" \| \| \| 10è \| Arvid de Kleijn \| Metec-TKH-Mantel \| + 0" \| \| |                     |                          |            |
| |                     |                          |            |
| Font: ProCyclingStats |                     |                          |            |
| Classificació de l'etapa |                     |                          |            |
| Corredor | Corredor            | Equip                    | Temps      |
| 1r | Dylan Groenewegen   | Team Jumbo-Visma         | 4h 20' 37" |
| 2n | Emīls Liepiņš       | Wallonie Bruxelles       | + 0"       |
| 3r | Caleb Ewan          | Lotto-Soudal             | + 0"       |
| 4t | Jens Debusschere    | Katusha-Alpecin          | + 0"       |
| 5è | Boris Vallée        | Wanty-Gobert             | + 0"       |
| 6è | Amaury Capiot       | Sport Vlaanderen-Baloise | + 0"       |
| 7è | Daniel López Parada | Burgos-BH                | + 0"       |
| 8è | Milan Menten        | Sport Vlaanderen-Baloise | + 0"       |
| 9è | Mads Würtz Schmidt  | Katusha-Alpecin          | + 0"       |
| 10è | Arvid de Kleijn     | Metec-TKH-Mantel         | + 0"       |

| \| Classificació general \| Classificació general \| Classificació general \| Classificació general \| Classificació general \| \| Corredor \| Corredor \| Equip \| Temps \| \| \| --------------------- \| --------------------- \| --------------------- \| --------------------- \| --------------------- \| \| 1r \| Jos van Emden \| Team Jumbo-Visma \| 4h 28' 31" \| \| \| 2n \| Mike Teunissen \| Team Jumbo-Visma \| + 2" \| \| \| 3r \| Tony Martin \| Team Jumbo-Visma \| + 2" \| \| \| 4t \| Alex Dowsett \| Katusha-Alpecin \| + 4" \| \| \| 5è \| Max Walscheid \| Team Sunweb \| + 6" \| \| \| 6è \| Cees Bol \| Team Sunweb \| + 8" \| \| \| 7è \| Mads Würtz Schmidt \| Katusha-Alpecin \| + 11" \| \| \| 8è \| Dylan Groenewegen \| Team Jumbo-Visma \| + 13" \| \| \| 9è \| Jasper De Buyst \| Lotto-Soudal \| + 14" \| \| \| 10è \| Jenthe Biermans \| Katusha-Alpecin \| + 16" \| \| |                    |                  |            |
| |                    |                  |            |
| Font: ProCyclingStats |                    |                  |            |
| Classificació general |                    |                  |            |
| Corredor | Corredor           | Equip            | Temps      |
| 1r | Jos van Emden      | Team Jumbo-Visma | 4h 28' 31" |
| 2n | Mike Teunissen     | Team Jumbo-Visma | + 2"       |
| 3r | Tony Martin        | Team Jumbo-Visma | + 2"       |
| 4t | Alex Dowsett       | Katusha-Alpecin  | + 4"       |
| 5è | Max Walscheid      | Team Sunweb      | + 6"       |
| 6è | Cees Bol           | Team Sunweb      | + 8"       |
| 7è | Mads Würtz Schmidt | Katusha-Alpecin  | + 11"      |
| 8è | Dylan Groenewegen  | Team Jumbo-Visma | + 13"      |
| 9è | Jasper De Buyst    | Lotto-Soudal     | + 14"      |
| 10è | Jenthe Biermans    | Katusha-Alpecin  | + 16"      |

### 2a etapa
| \| Classificació de l'etapa \| Classificació de l'etapa \| Classificació de l'etapa \| Classificació de l'etapa \| Classificació de l'etapa \| \| Corredor \| Corredor \| Equip \| Temps \| \| \| ------------------------ \| ------------------------ \| ------------------------ \| ------------------------ \| ------------------------ \| \| 1r \| Dylan Groenewegen \| Team Jumbo-Visma \| 3h 43' 47" \| \| \| 2n \| Caleb Ewan \| Lotto-Soudal \| + 0" \| \| \| 3r \| Mike Teunissen \| Team Jumbo-Visma \| + 0" \| \| \| 4t \| Jens Debusschere \| Katusha-Alpecin \| + 0" \| \| \| 5è \| Boris Vallée \| Wanty-Gobert \| + 0" \| \| \| 6è \| Bas van der Kooij \| Monkey Town-À Bloc CT \| + 0" \| \| \| 7è \| Emīls Liepiņš \| Wallonie Bruxelles \| + 0" \| \| \| 8è \| Michael Van Staeyen \| Roompot-Charles \| + 0" \| \| \| 9è \| Jasper De Buyst \| Lotto-Soudal \| + 0" \| \| \| 10è \| Max Walscheid \| Team Sunweb \| + 0" \| \| |                     |                       |            |
| |                     |                       |            |
| Font: ProCyclingStats |                     |                       |            |
| Classificació de l'etapa |                     |                       |            |
| Corredor | Corredor            | Equip                 | Temps      |
| 1r | Dylan Groenewegen   | Team Jumbo-Visma      | 3h 43' 47" |
| 2n | Caleb Ewan          | Lotto-Soudal          | + 0"       |
| 3r | Mike Teunissen      | Team Jumbo-Visma      | + 0"       |
| 4t | Jens Debusschere    | Katusha-Alpecin       | + 0"       |
| 5è | Boris Vallée        | Wanty-Gobert          | + 0"       |
| 6è | Bas van der Kooij   | Monkey Town-À Bloc CT | + 0"       |
| 7è | Emīls Liepiņš       | Wallonie Bruxelles    | + 0"       |
| 8è | Michael Van Staeyen | Roompot-Charles       | + 0"       |
| 9è | Jasper De Buyst     | Lotto-Soudal          | + 0"       |
| 10è | Max Walscheid       | Team Sunweb           | + 0"       |

| \| Classificació general \| Classificació general \| Classificació general \| Classificació general \| Classificació general \| \| Corredor \| Corredor \| Equip \| Temps \| \| \| --------------------- \| --------------------- \| --------------------- \| --------------------- \| --------------------- \| \| 1r \| Mike Teunissen \| Team Jumbo-Visma \| 8h 12' 16" \| \| \| 2n \| Jos van Emden \| Team Jumbo-Visma \| + 2" \| \| \| 3r \| Dylan Groenewegen \| Team Jumbo-Visma \| + 5" \| \| \| 4t \| Alex Dowsett \| Katusha-Alpecin \| + 6" \| \| \| 5è \| Max Walscheid \| Team Sunweb \| + 6" \| \| \| 6è \| Cees Bol \| Team Sunweb \| + 7" \| \| \| 7è \| Mads Würtz Schmidt \| Katusha-Alpecin \| + 13" \| \| \| 8è \| Jasper De Buyst \| Lotto-Soudal \| + 16" \| \| \| 9è \| Tony Martin \| Team Jumbo-Visma \| + 16" \| \| \| 10è \| Jenthe Biermans \| Katusha-Alpecin \| + 18" \| \| |                    |                  |            |
| |                    |                  |            |
| Font: ProCyclingStats |                    |                  |            |
| Classificació general |                    |                  |            |
| Corredor | Corredor           | Equip            | Temps      |
| 1r | Mike Teunissen     | Team Jumbo-Visma | 8h 12' 16" |
| 2n | Jos van Emden      | Team Jumbo-Visma | + 2"       |
| 3r | Dylan Groenewegen  | Team Jumbo-Visma | + 5"       |
| 4t | Alex Dowsett       | Katusha-Alpecin  | + 6"       |
| 5è | Max Walscheid      | Team Sunweb      | + 6"       |
| 6è | Cees Bol           | Team Sunweb      | + 7"       |
| 7è | Mads Würtz Schmidt | Katusha-Alpecin  | + 13"      |
| 8è | Jasper De Buyst    | Lotto-Soudal     | + 16"      |
| 9è | Tony Martin        | Team Jumbo-Visma | + 16"      |
| 10è | Jenthe Biermans    | Katusha-Alpecin  | + 18"      |

### 3a etapa
| \| Classificació de l'etapa \| Classificació de l'etapa \| Classificació de l'etapa \| Classificació de l'etapa \| Classificació de l'etapa \| \| Corredor \| Corredor \| Equip \| Temps \| \| \| ------------------------ \| ------------------------ \| ------------------------ \| ------------------------ \| ------------------------ \| \| 1r \| Amund Grøndahl Jansen \| Team Jumbo-Visma \| 3h 54' 31" \| \| \| 2n \| Mike Teunissen \| Team Jumbo-Visma \| + 0" \| \| \| 3r \| Mads Würtz Schmidt \| Katusha-Alpecin \| + 0" \| \| \| 4t \| Maurits Lammertink \| Roompot-Charles \| + 0" \| \| \| 5è \| Huub Duyn \| Roompot-Charles \| + 0" \| \| \| 6è \| Jelle Wallays \| Lotto-Soudal \| + 0" \| \| \| 7è \| Jan Bakelants \| Team Sunweb \| + 0" \| \| \| 8è \| Jasper De Buyst \| Lotto-Soudal \| + 0" \| \| \| 9è \| Dimitri Peyskens \| Wallonie Bruxelles \| + 0" \| \| \| 10è \| Bas van der Kooij \| Monkey Town-À Bloc CT \| + 0" \| \| |                       |                       |            |
| |                       |                       |            |
| Font: ProCyclingStats |                       |                       |            |
| Classificació de l'etapa |                       |                       |            |
| Corredor | Corredor              | Equip                 | Temps      |
| 1r | Amund Grøndahl Jansen | Team Jumbo-Visma      | 3h 54' 31" |
| 2n | Mike Teunissen        | Team Jumbo-Visma      | + 0"       |
| 3r | Mads Würtz Schmidt    | Katusha-Alpecin       | + 0"       |
| 4t | Maurits Lammertink    | Roompot-Charles       | + 0"       |
| 5è | Huub Duyn             | Roompot-Charles       | + 0"       |
| 6è | Jelle Wallays         | Lotto-Soudal          | + 0"       |
| 7è | Jan Bakelants         | Team Sunweb           | + 0"       |
| 8è | Jasper De Buyst       | Lotto-Soudal          | + 0"       |
| 9è | Dimitri Peyskens      | Wallonie Bruxelles    | + 0"       |
| 10è | Bas van der Kooij     | Monkey Town-À Bloc CT | + 0"       |

| \| Classificació general \| Classificació general \| Classificació general \| Classificació general \| Classificació general \| \| Corredor \| Corredor \| Equip \| Temps \| \| \| --------------------- \| --------------------- \| --------------------- \| --------------------- \| --------------------- \| \| 1r \| Mike Teunissen \| Team Jumbo-Visma \| 12h 07' 23" \| \| \| 2n \| Amund Grøndahl Jansen \| Team Jumbo-Visma \| + 13" \| \| \| 3r \| Mads Würtz Schmidt \| Katusha-Alpecin \| + 16" \| \| \| 4t \| Jasper De Buyst \| Lotto-Soudal \| + 25" \| \| \| 5è \| Jan Bakelants \| Team Sunweb \| + 32" \| \| \| 6è \| Maurits Lammertink \| Roompot-Charles \| + 39" \| \| \| 7è \| Jos van Emden \| Team Jumbo-Visma \| + 44" \| \| \| 8è \| Jelle Wallays \| Lotto-Soudal \| + 46" \| \| \| 9è \| Dylan Groenewegen \| Team Jumbo-Visma \| + 47" \| \| \| 10è \| Alex Dowsett \| Katusha-Alpecin \| + 48" \| \| |                       |                  |             |
| |                       |                  |             |
| Font: ProCyclingStats |                       |                  |             |
| Classificació general |                       |                  |             |
| Corredor | Corredor              | Equip            | Temps       |
| 1r | Mike Teunissen        | Team Jumbo-Visma | 12h 07' 23" |
| 2n | Amund Grøndahl Jansen | Team Jumbo-Visma | + 13"       |
| 3r | Mads Würtz Schmidt    | Katusha-Alpecin  | + 16"       |
| 4t | Jasper De Buyst       | Lotto-Soudal     | + 25"       |
| 5è | Jan Bakelants         | Team Sunweb      | + 32"       |
| 6è | Maurits Lammertink    | Roompot-Charles  | + 39"       |
| 7è | Jos van Emden         | Team Jumbo-Visma | + 44"       |
| 8è | Jelle Wallays         | Lotto-Soudal     | + 46"       |
| 9è | Dylan Groenewegen     | Team Jumbo-Visma | + 47"       |
| 10è | Alex Dowsett          | Katusha-Alpecin  | + 48"       |

### 4a etapa
| \| Classificació de l'etapa \| Classificació de l'etapa \| Classificació de l'etapa \| Classificació de l'etapa \| Classificació de l'etapa \| \| Corredor \| Corredor \| Equip \| Temps \| \| \| ------------------------ \| ------------------------ \| ------------------------- \| ------------------------ \| ------------------------ \| \| 1r \| Caleb Ewan \| Lotto-Soudal \| 3h 53' 24" \| \| \| 2n \| Max Walscheid \| Team Sunweb \| + 0" \| \| \| 3r \| Dylan Groenewegen \| Team Jumbo-Visma \| + 0" \| \| \| 4t \| Arvid de Kleijn \| Metec-TKH-Mantel \| + 0" \| \| \| 5è \| Emīls Liepiņš \| Wallonie Bruxelles \| + 0" \| \| \| 6è \| Cameron Scott \| Pro Racing Sunshine Coast \| + 0" \| \| \| 7è \| Bas van der Kooij \| Monkey Town-À Bloc CT \| + 0" \| \| \| 8è \| Michael Van Staeyen \| Roompot-Charles \| + 0" \| \| \| 9è \| Daniel López Parada \| Burgos-BH \| + 0" \| \| \| 10è \| Manuel Peñalver \| Burgos-BH \| + 0" \| \| |                     |                           |            |
| |                     |                           |            |
| Font: ProCyclingStats |                     |                           |            |
| Classificació de l'etapa |                     |                           |            |
| Corredor | Corredor            | Equip                     | Temps      |
| 1r | Caleb Ewan          | Lotto-Soudal              | 3h 53' 24" |
| 2n | Max Walscheid       | Team Sunweb               | + 0"       |
| 3r | Dylan Groenewegen   | Team Jumbo-Visma          | + 0"       |
| 4t | Arvid de Kleijn     | Metec-TKH-Mantel          | + 0"       |
| 5è | Emīls Liepiņš       | Wallonie Bruxelles        | + 0"       |
| 6è | Cameron Scott       | Pro Racing Sunshine Coast | + 0"       |
| 7è | Bas van der Kooij   | Monkey Town-À Bloc CT     | + 0"       |
| 8è | Michael Van Staeyen | Roompot-Charles           | + 0"       |
| 9è | Daniel López Parada | Burgos-BH                 | + 0"       |
| 10è | Manuel Peñalver     | Burgos-BH                 | + 0"       |

## Classificació final
| \| Classificació general \| Classificació general \| Classificació general \| Classificació general \| Classificació general \| \| Corredor \| Corredor \| Equip \| Temps \| \| \| --------------------- \| --------------------- \| --------------------- \| --------------------- \| --------------------- \| \| 1r \| Mike Teunissen \| Team Jumbo-Visma \| 16h 00' 47" \| \| \| 2n \| Amund Grøndahl Jansen \| Team Jumbo-Visma \| + 14" \| \| \| 3r \| Mads Würtz Schmidt \| Katusha-Alpecin \| + 16" \| \| \| 4t \| Jasper De Buyst \| Lotto-Soudal \| + 25" \| \| \| 5è \| Jan Bakelants \| Team Sunweb \| + 32" \| \| \| 6è \| Maurits Lammertink \| Roompot-Charles \| + 39" \| \| \| 7è \| Dylan Groenewegen \| Team Jumbo-Visma \| + 43" \| \| \| 8è \| Jos van Emden \| Team Jumbo-Visma \| + 44" \| \| \| 9è \| Jelle Wallays \| Lotto-Soudal \| + 46" \| \| \| 10è \| Alex Dowsett \| Katusha-Alpecin \| + 48" \| \| |                       |                  |             |
| |                       |                  |             |
| |                       |                  |             |
| Classificació general |                       |                  |             |
| Corredor | Corredor              | Equip            | Temps       |
| 1r | Mike Teunissen        | Team Jumbo-Visma | 16h 00' 47" |
| 2n | Amund Grøndahl Jansen | Team Jumbo-Visma | + 14"       |
| 3r | Mads Würtz Schmidt    | Katusha-Alpecin  | + 16"       |
| 4t | Jasper De Buyst       | Lotto-Soudal     | + 25"       |
| 5è | Jan Bakelants         | Team Sunweb      | + 32"       |
| 6è | Maurits Lammertink    | Roompot-Charles  | + 39"       |
| 7è | Dylan Groenewegen     | Team Jumbo-Visma | + 43"       |
| 8è | Jos van Emden         | Team Jumbo-Visma | + 44"       |
| 9è | Jelle Wallays         | Lotto-Soudal     | + 46"       |
| 10è | Alex Dowsett          | Katusha-Alpecin  | + 48"       |

## Evolució de les classificacions
| Etapa                   | Vencedor                | Classificació general | Classificació per punts | Classificació dels joves | Classificació per equips |
| ----------------------- | ----------------------- | --------------------- | ----------------------- | ------------------------ | ------------------------ |
| P                       | Jos van Emden           | Jos van Emden         | no entregat             | Rasmus Byriel Iversen    | Jumbo-Visma              |
| 1                       | Dylan Groenewegen       | Jos van Emden         | Dylan Groenewegen       | Rasmus Byriel Iversen    | Jumbo-Visma              |
| 2                       | Dylan Groenewegen       | Mike Teunissen        | Dylan Groenewegen       | Rasmus Byriel Iversen    | Jumbo-Visma              |
| 3                       | Amund Grøndahl Jansen   | Mike Teunissen        | Dylan Groenewegen       | Rasmus Byriel Iversen    | Jumbo-Visma              |
| 4                       | Caleb Ewan              | Mike Teunissen        | Dylan Groenewegen       | Rasmus Byriel Iversen    | Jumbo-Visma              |
| Clasificaciones finales | Clasificaciones finales | Mike Teunissen        | Dylan Groenewegen       | Rasmus Byriel Iversen    | Jumbo-Visma              |